# Бурдо, Майкл
Майкл Алан Бурдо (англ. Michael Alan Bourdeaux; 19 марта 1934, Прейз, Корнуолл, Англия — 29 марта 2021) — каноник Англиканской церкви, британский правозащитник. Основатель и первый руководитель Кестонского института.

## Биография
Родился в 1935 году в Корнуолле, учился в Оксфордском университете, где в 1957 году окончил курс русского языка, а в 1959 году получил степень теолога и поступил в аспирантуру.
В марте того же года между СССР и Великобританией было заключено первое соглашение о межвузовских обменах. Вместе с группой из 17 английских студентов Бурдо прибыл 7 сентября 1959 года в СССР для прохождения учёбы в МГУ. Его пребывание в СССР совпало с началом новой антирелигиозной кампании, объявленной Никитой Хрущёвым. За десять месяцев учёбы Бурдо посетил 42 действующих столичных храма, где стал свидетелем ущемления прав верующих. Затем он вернулся домой, завершил образование. Он был рукоположён в декабре 1960 года, получив указание сбрить бороду, прежде чем стать викарием в Энфилде. Стал служить помощником священника англиканского прихода в северной части Лондона.
В апреле 1964 года из документов, выпущенных в Париже эмигрантским издательством Никиты Струве, Бурдо узнал о «преследованиях верующих» в Свято-Успенской Почаевской Лавре, расположенной на территории Тернопольской области УССР. Под видом педагога вместе с группой британских учителей он вновь прибыл в СССР, где вошёл в контакт «с тремя женщинами, помогавшими собирать и копировать материалы о Почаевском монастыре», которые «попросили его помочь донести до людей на Западе истинное положение в сфере религии в Советском Союзе».
В 1965 году Бурдо выпустил первую книгу под названием «Опиум народа: христианство в СССР», где выступил с критикой положения религии в СССР. В своей книге он в том числе написал: «Советское правительство хотело бы иметь призрачную церковь — церковь, в которой не было бы верующих во всём СССР, но которая имела бы крепкие международные связи, чтобы использовать их для поддержки советской внешней политики. Мы хотим, чтобы все знали: мы прекрасно понимаем это и не поддаёмся вашей пропаганде. Только так можно убедить Коммунистическую партию забыть о своём невротическом отношении к христианству и отказаться от устаревшего лозунга XIX века „религия — опиум народа“. Так коммунисты, быть может, поймут, что в либерализованном обществе есть место для свободной и процветающей церкви. Если когда-либо в будущем советское правительство попытается стать демократическим, истинная поддержка лояльных христиан сделала бы его стабильным и верующим не пришлось бы тайно молиться о свержении безбожной системы». За эту книгу на 10 лет был лишён въездной визы.
15 марта 1966 года Патриарх Московский и Всея Руси Алексий I в письме архиепископу Кентерберийскому Артуру Майклу Рамзею утверждал, что М. Бурдо «фальсифицирует и извращает положение религии и церковную жизнь в СССР».. В обзоре книги в журнале KIRKUS отмечается, что автор «имеет ярко выраженную тенденцию к обобщению из фактических данных, которые в действительности являются сомнительными», тем не менее отмечая, что читатели найдут эту книгу интересной.
С этого времени каноник стал задумываться о создании центра, который занимался бы изучением религиозной ситуации в коммунистических странах. Эта инициатива совпала с периодом начала диссидентского движения и бурным ростом борьбы христиан за религиозные свободы в СССР. Идею создать центр по сбору и распространению информации о «нарушении прав верующих в СССР и странах Варшавского договора» активно поддержали бывший дипломат сэр Джон Лоуренс (англ. John Lawrence), профессор политическиx наук Леонард Шапиро (англ. Leonard Schapiro) и его ученик Питер Реддуэй (англ. Peter Reddaway), которые и считаются своего рода «крёстными отцами» возникшей следом организации.
Создание организации шло с трудом по причине отсутствия спонсоров. Майкл Бурдо параллельно продолжал писательскую деятельность, и в 1968 году издал работу «Частица религиозной России: протестантская оппозиция советской системе контроля за религией», посвящённой деятельности баптистов и пятидесятников, а в 1969 году выпустил книгу «Патриарх и пророки: гонения на Русскую Православную Церковь сегодня».
В сентябре 1970 года организация была создана и получила название «Центр по изучению религии и коммунизма» (англ. «Centre for the Study of Religion and Communism»). Директором организации стал Майкл Бурдо. Первоначально она была камерной и размещалась по месту жительства главного инициатора. Сам Бурдо вспоминал: «в одной из комнат моего дома был официально основан „институт“ с „директором“, секретарём и учёным советом». Ксения Дэннен в журнале «Религия и право» писала:
В феврале 1973 года Ксения Дэннен основала ежеквартальный официальный печатный орган «Центра по изучению религии и коммунизма» — журнал «Религия в коммунистических странах» (англ. «Religion in Communist Lands»), который редактировала следующие семь лет. Он пользовался большим авторитетом в диссидентских кругах стран социалистического лагеря и после начала перестройки в СССР взял новое название «Религия, государство и общество» (англ. «Religion, State and Society»).
Историком К. Е. Дмитруком в 1988 году отмечалась тесная взаимосвязь «Центра по изучению религии и коммунизма» и униатов, то есть последователей Украинской грекокатолической церкви. Религиоведы Н. С. Гордиенко и П. М. Комаров утверждали в 1988 году, что Кестонский институт «поставляет буржуазным средствам массовой информации искажённые данные о положении религии и церкви в социалистических странах». Это делается с целью доказать, что в СССР и других странах социалистического лагеря имеют место «гонения на церковь» и преследования людей по религиозному признаку. Гордиенко и Комаров также утверждали, что с институтом тесно взаимодействовала Русская православная церковь за границей (которая «питается этой дезинформацией»), и что Майкл Бурдо «был главным докладчиком на торжествах», посвящённых пятидесятилетнему юбилею этой религиозной организации. Религиоведы доктор философских наук, профессор Н. А. Трофимчук и кандидат философских наук, доцент М. П. Свещев отмечают в 2000 году, что также было известно о тесном сотрудничестве «Центра по изучению религии и коммунизма» с американским «Центром по изучению положения религии и прав человека в закрытых обществах».
В 1974 году под штаб-квартиру «Центра по изучению религии и коммунизма» было приобретено здание бывшей англиканской школы в юго-восточном пригороде Лондона — деревне Кестон, после чего центр преобразовался в Кестонский институт (англ. Keston College). Тогда же начала работу информационная служба Кестона.
В 1983 году Майкл Бурдо стал консультантом премьер-министра Великобритании Маргарет Тэтчер по Восточной Европе. Весной 1984 года Майкл Бурдо получил Темплтоновскую премию с формулировкой «за привлечение внимания мирового сообщества к преследованиям за религиозные убеждения в коммунистических странах» и удостоился поздравления от Александра Солженицына, темплтоновского лауреата 1983 года.
Падение Берлинской стены в 1989 году многими воспринимается как поворотный момент, когда советская империя начала разваливаться, но сам Бурдо считал, что переломным был 1988 год, когда Русской православной церкви было разрешено публично отпраздновать тысячелетие крещения Руси. После распада СССР и прекращения преследований религии со стороны государства Кестонский институт не прекратил своего существования. По оценке протоиерея Всеволода Чаплина: «Стальная воля англосаксов проявляется лишь тогда, когда речь идет о политической повестке дня — тех же, например, правах человека. Причем обычно имеется в виду „человек“, приверженный именно западным ценностям. Правами тех, кто эти ценности активно оспаривает — православных монархистов или русской патриотической оппозиции — заниматься не очень-то хотят, а то и подвергают их уничижительной критике. Так, например, поступал англиканский каноник Майкл Бурдо, основатель британского Кестонского института, который исследовал религиозную жизнь в СССР, а потом в постсоветских странах. Линия его была весьма жесткой — по отношению не только к безбожным властям, но и ко всем общественным группам, выступавшим за сильную, самостоятельную, православную Россию. Я ни капли не верю в искреннюю заботу подобных людей о христианах нашей страны, за права которых Бурдо вроде бы боролся. И всегда старался спорить с ним. Как и многих англикан, его, при всем „правозащитном“ пафосе, трудно было назвать человеком веры и убеждений.».
В 1999 году после трёх десятилетий руководства Кенстоном, Бурдо решил уйти в отставку.
В 2005 году награждён литовским офицерским крестом ордена Витаутаса Великого.